# Burghfield
Burghfield es una población y parroquia civil de Berkshire, Inglaterra.
Está integrada en el distrito de West Berkshire, a pesar de que está situada al este del distrito, muy cercana a Reading. La parroquia de Burghfield está formada por tres áreas separadas: Burghfield Common, Burghfield Village y Burghfield Bridge. Ha sido habitada desde tiempo de los romanos, y tiene una historia rural y granjera.
En la iglesia de Burghfield se encuentra la efigie en alabastro de Richard Neville, quinto conde de Salisbury, padre de Ricardo Neville, conde de Warwick, el Kingmaker (fabricante de reyes), que luchó a favor de la casa de York durante la guerra de las Dos Rosas, y fue ejecutado después de la Batalla de Wakefield en 1460. Inicialmente fue enterrado en Pontefract, pero su hijo hizo trasladar su cuerpo al mausoleo familiar de la abadía de Bisham y erigió su efigie en esa tumba. Fue traído a Burghfield como consecuencia de la disolución de monasterios. La efigie de una dama a su lado que luce un tocado que se cree que no se corresponde con la fecha correcta para que sea su esposa, sino que ella puede ser una de las condesas de Salisbury enterradas en Bisham.
En su término se encuentra una instalación de armas atómicas, conocido como Atomic Weapons Establishment (AWE) Burghfield, dedicada al montaje final de cabezas nucleares, su mantenimiento y su eventual desmantelamiento.